# 1810 Epimetheus
1810 Epimetheus este un asteroid din centura principală, descoperit pe 24 septembrie 1960, de PLS.